# Jackson (Mississipi)
Jackson és la capital i la ciutat més poblada de l'estat de Mississipi, als Estats Units d'Amèrica. És una de les capitals del comtat de Hinds, juntament amb Raymond. Segons el cens del 2000 la població de Jackson era de 184.256 habitants. Segons l'estimació de l'1 de juliol de 2006, la població de la ciutat era de 176.614 habitants i la seva àrea metropolitana de cinc comtats tenia 529.456 habitants.
L'actual lema de la ciutat és Jackson, Mississippi: City With Soul (Jackson, Mississipi: Ciutat amb ànima).

## Història
El primer establiment va ser fundat el 1792 per Louis LeFleur, un comerciant francocanadenc. A principis del segle xix, les autoritats buscaven un lloc per a implantar la capital de l'estat de Mississipi. El lloc de l'actual Jackson va ser escollit el 1821 i batejat així en honor del setè president nord-americà Andrew Jackson. Peter Van Dorn va traçar els primers plànols de la ciutat.
El ferrocarril va arribar a Jackson el 1840 el que va assegurar el desenvolupament de la ciutat després de la guerra de Secessió. Va ser en el curs d'aquest conflicte quan la ciutat es va convertir en un important centre de producció per als estats del sud. El 14 de maig de 1863, la batalla de Jackson va enfrontar a les tropes del general Ulysses S. Grant a les forces confederades del general Joseph E. Johnston. La ciutat va caure en mans dels del nord, el que va obrir el camí cap a l'oest i va dur a una sèrie de batalles conegudes com la Campanya de Vicksburg.
El descobriment de jaciments de gas a la regió va estimular el creixement econòmic de la ciutat a partir dels anys 1930. La ciutat va servir de base militar durant la Segona Guerra Mundial. Jackson va registrar revoltes durant el moviment dels drets civils als anys 1960.

## Geografia i clima
Jackson està localitzat al riu Pearl, i servit per l'embassament de Ross Barnett, que forma una secció del riu Pearl i està localitzat al nord-est de Jackson a la frontera entre els comtats de Madison i Rankin. En una petita porció de la ciutat se situa el Tougaloo College al Comtat de Madison, vorejada per l'oest per la I-220 i a l'est per la US 51 i la I-55. Una segona porció de la ciutat està localitzada al Comtat Rankin. Al cens del 2000, 183.723 dels 184.256 residents de la ciutat (el 99,7%) van viure al comtat de Hinds i 533 (el 0,3%) al comtat de Madison. Encara que cap resident de Jackson visqués a la part del comtat de Rankin el 2000, el 2006 hi figuraven 72 habitants.
Segons l'Oficina del Cens dels Estats Units, la ciutat té una àrea total de 276,7 km²: 271,7 km² d'ells són terra i 5,0 km² són aigua, el que suposa un 1,8 per cent del total.
Jackson té un clima subtropical humit, amb estius molt calents i humits i hiverns suaus. La pluja s'estén regularment al llarg de l'any, i la neu pot caure durant l'hivern, encara que les nevades fortes siguin relativament rares. La major part de la precipitació de Jackson ocorre durant les tempestes. Els trons es deixen escoltar durant aproximadament 70 dies a l'any. Jackson en troba en una regió propensa a tempestes severes que poden produir fortes calamarses, vents perjudicials i tornados.
| Temperatures mensuals normals i extremes altes i baixes         |       |       |       |       |       |      |       |      |      |      |       |       |
| Mes                                                             | Gen   | Feb   | Mar   | Abr   | Mai   | Jun  | Jul   | Ago  | Set  | Oct  | Nov   | Des   |
| Extr altes °C                                                   | 28,3  | 29,4  | 31,6  | 34,4  | 37,2  | 40,5 | 41,1  | 41,6 | 40,0 | 35,0 | 31,1  | 28,8  |
| Norm altes °C                                                   | 12,8  | 15,7  | 20,1  | 23,8  | 27,8  | 31,6 | 33,0  | 33,0 | 30,2 | 24,8 | 19,1  | 14,4  |
| Norm baixes °C                                                  | 1,6   | 3,4   | 7,4   | 10,9  | 16,1  | 20,1 | 21,8  | 21,3 | 18,1 | 11,1 | 6,3   | 2,9   |
| Extr baixes °C                                                  | -16,6 | -12,2 | -9,4  | -2,7  | 3,3   | 8,3  | 10,5  | 12,2 | 1,6  | -3,3 | -8,3  | -15,5 |
| Precip (mm)                                                     | 144,0 | 114,3 | 145,8 | 151,9 | 123,4 | 97,0 | 119,1 | 93,0 | 82,0 | 86,9 | 128,0 | 135,6 |
| Font: USTravelWeather.com Arxivat 2007-09-29 a Wayback Machine. |       |       |       |       |       |      |       |      |      |      |       |       |

## Demografia
| Ciutat de Jackson Població per any |          |        |                |
| Any                                | Població | %±     | Posició en EUA |
| 1850                               | 1.881    | ?      | ?              |
| 1860                               | 3.191    | 69,6%  | ?              |
| 1870                               | 4.234    | 32,7%  | ?              |
| 1880                               | 5.204    | 22,9%  | ?              |
| 1890                               | 5.920    | 13,8%  | ?              |
| 1900                               | 7.816    | 32,0%  | ?              |
| 1910                               | 21.262   | 172,0% | ?              |
| 1920                               | 22.817   | 7,3%   | ?              |
| 1930                               | 48.282   | 111,6% | ?              |
| 1940                               | 62.107   | 28,6%  | ?              |
| 1950                               | 98.271   | 58,2%  | ?              |
| 1960                               | 144.422  | 47,0%  | 85º            |
| 1970                               | 153.968  | 6,6%   | 91º            |
| 1980                               | 202.895  | 31,8%  | 71º            |
| 1990                               | 196.637  | -3,1%  | 78º            |
| 2000                               | 184.286  | -6,3%  | 108º           |
| 2006 (est.)                        | 176.614  | -4,2%  | 126º           |

Jackson va romandre com una petita ciutat durant la major part del segle xix. Abans de la Guerra Civil Americana, la població de Jackson era escassa, en particular en contrast amb les ciutats de Mississipi localitzades al llarg de l'important focus comercial del riu Mississipi. Malgrat la situació de la ciutat com la capital estatal, el cens de 1850 va contar només 1.881 residents, i cap a 1900 la població de Jackson només havia crescut fins a aproximadament 8.000. Va ser durant aquest període, aproximadament entre 1890 i 1930, que la ciutat de Meridian es va convertir en la ciutat més gran del Mississipi, encara que cap a 1944, la població de Jackson s'hi hagués elevat a aproximadament 70.000 habitants. Des d'aquest moment, Jackson ha estat contínuament la ciutat més gran de l'estat. El creixement a gran escala, no obstant això, no va venir fins als anys 1970, després de la turbulència del Moviment pels Drets Civils. El cens 1980 va mostrar per primera vegada més de 200.000 residents a la ciutat. Des de llavors, Jackson ha experimentat una disminució constant de la seva població, mentre els seus barris residencials han evidenciat un repunt.
Segons el cens del 2000, hi havia 184.256 persones, 67.841 habitatges, i 44.488 famílies residint a la ciutat. La densitat de població era de 678,2 hab/km². Hi havia 75.678 unitats d'allotjament amb una densitat mitjana de 278,5 hab/km². La composició racial de la ciutat era d'un 70,6% de negres o afroamericans, del 27,8% de blancs o caucàsics, 0,1% de nadius americans, 0,6% d'asiàtics, 0,01% de les Illes del Pacífic, 0,2% d'altres races i 0,7% de dues o més races. El 0,8% era hispà o llatí.
De les 67.841 habitatges, el 39,4% tenia a nens de menys de 18 anys vivint en elles, el 35,4% tenia parelles casades que viuen juntes, el 25,3% tenia a un cap de família femení sense el marit present, i el 34,4% no tenien famílies. El 28,9% de totes les cases estava ocupat per un sol individu i el 9,0% tenia a algú vivint amb 65 anys o més. La grandària mitjana de les llars era de 2,61 membres i la grandària mitjana de família era 3,24.
L'edat de la població estava composta pel 28,5% amb menys de 18 anys, el 12,4% de 18 a 24, el 29,1% de 25 a 44, el 19,1% de 45 a 64, i el 10,9% eren de 65 anys o més vells. L'edat mitjana era 31 anys. Per cada 100 dones, hi havia 86,9 homes. Per cada 100 dones de 18 o més anys, hi havia 81,5 homes.
Els ingressos mitjans d'una llar en la ciutat eren 30.414 dòlars, i els ingressos mitjans d'una família eren 36.003 dòlars. Els homes tenien uns ingressos mitjans de 29.166 dòlars enfront dels 23.328 dòlars de les dones. Els ingressos per capita de la ciutat eren 17.116 dòlars. Aproximadament el 19,6% de famílies i el 23,5% de la població estaven per sota el llindar de la pobresa, dels quals el 33,7% era menor de 18 anys i el 15,7% tenia 65 anys o mes.
Jackson està situada en 10a posició en la nació en la concentració de parelles afroamericanas del mateix sexe.
En 2006, el Centre per a Estudis Immigrants va trobar que Mississipi tenia el major percentatge de taxa de creixement immigrant de tots els estats. L'àrea metropolitana de Jackson és una de les destinacions emergents del Sud per als immigrants, molts dels quals són immigrants llatins de Mèxic.

## Cultura
Jackson és una ciutat famosa per la seva música, incloent el gospel, blues i Rhythm & Blues. Jackson és també la seu del mundialment famós estudi d'enregistrament Malaco Records.
Jackson és seu de la "Competició Internacional de Ballet dels Estats Units". Fundada el 1978 per Thalia Mara, la primera Competició Internacional de ballet va tenir lloc el 1979 i es va unir a les de Varna, Bulgària (1964); Moscou, Rússia (1969); i Tòquio, Japó (1976). El Concurs Internacional de Ballet (IBC) es va originar a Varna, Bulgària en 1964. El concurs finalment es va ampliar a gires anuals a Varna, Moscou i Tòquio. En 1979 l'esdeveniment es va traslladar per primera vegada als Estats Units a Jackson, on ara torna cada quatre anys. La rotació està actualment entre Jackson, Varna, Hèlsinki (Finlàndia) i Xangai (Xina). Aquests primers concursos van ser sancionats pel Comitè de Ball Internacional de l'Institut de Teatre Internacional de la UNESCO. Actualment, hi ha concursos de ballet internacional per tot el món, i l'IBC dels Estats Units a Jackson roman com un dels concursos més antics i més respectats del món. El 1982, el Congrés dels Estats Units va aprovar una resolució conjunta que designa a Jackson com la seu oficial de la Competició Internacional de Ballet dels Estats Units. Jackson va sostenir concursos subsecuents el 1982, 1986, 1990, 1994, 1998, 2002 i 2006. El següent concurs serà el 2010. Les competicions se celebren al Thalia Mara Hall.
Com a capital de l'estat, en Jackson estan situades nombroses organitzacions culturals i institucions:

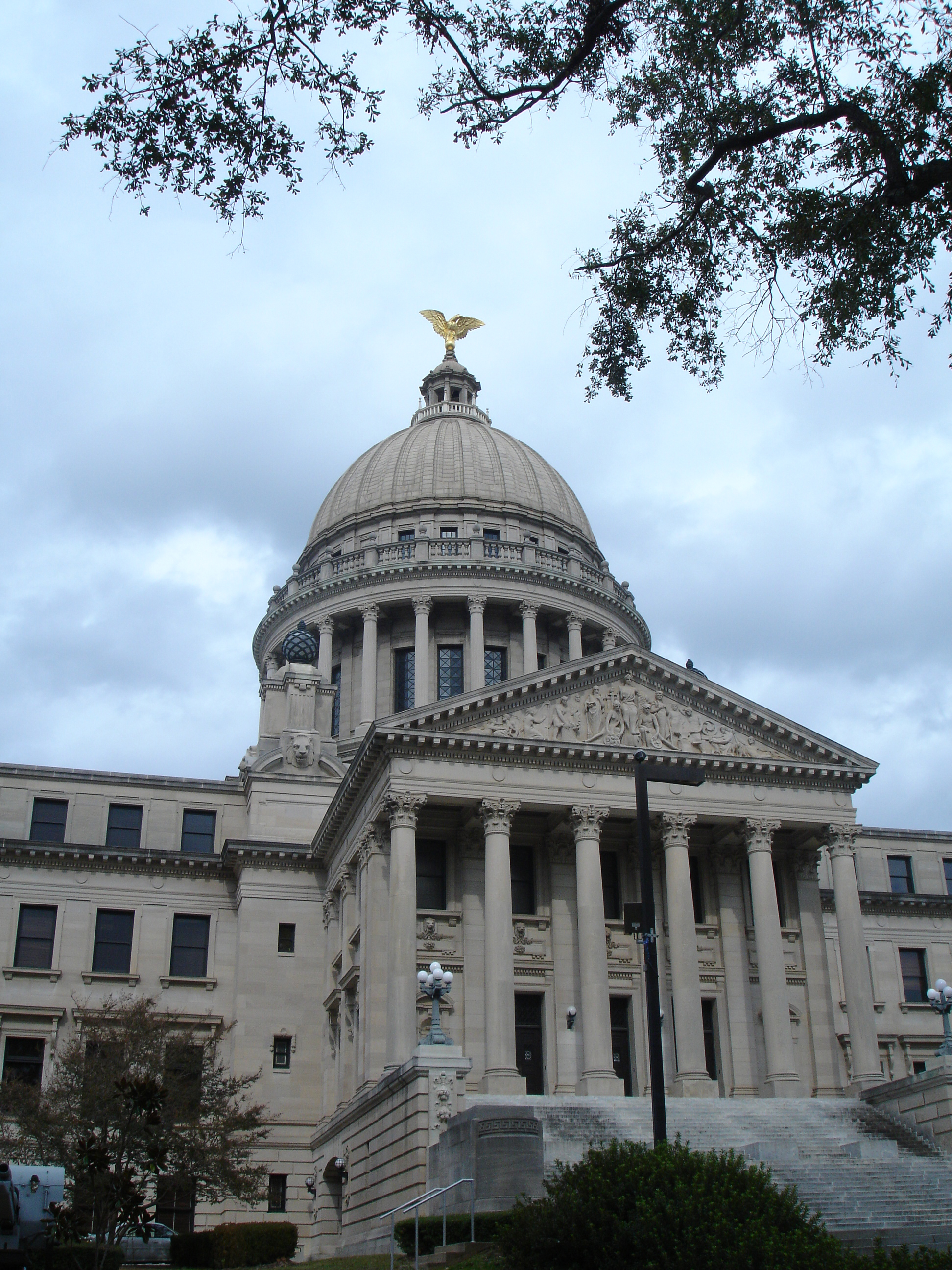
Capitoli estatal de Mississipi, a Jackson

- Departament d'Arxius i Història de Mississipi.
- Celtic Heritage Society of Mississippi
- Orquestra Simfònica de Mississipi (MSO), fundada en 1944
- Galeria Municipal d'Art Arxivat 2006-10-05 a Wayback Machine.
- Ballet de Mississipi
- Museu d'Art de Mississipi
- Planetari Russell C. Davis Arxivat 2008-04-14 a Wayback Machine.
- Òpera de Mississipi
- Cor de Mississipi
- New Stage Theatre
- Associació Hispànica de Mississipi
- Aliança dels Drets dels Immigrants de Mississipi
- Mississippi Heritage Trust
- Mara and Art Center/Home Cover MAC1.htm Centre d'Art de Mississipi[Enllaç no actiu]
- Museu i Centre Cultural Smith-Robertson Arxivat 2006-11-15 a Wayback Machine.
- Museu d'Agricultura i Boscos de Mississipi Arxivat 2005-11-08 a Wayback Machine.
- Jardins Mynelle
- Jardí Botànic de la Universitat Estatal de Jackson
- Zoo de Jackson

## Personatges il·lustres
- Richard Ford (1944-), escriptor, Premi Pulitzer (1995), Premi Princesa d'Astúries (2016)